# Phalacrocorax punctatus
Il cormorano macchiato (Phalacrocorax punctatus Sparrman, 1786) è un uccello appartenente alla famiglia dei Falacrocoracidi diffuso in Nuova Zelanda.

## Descrizione
Lungo circa 60 cm, presenta lunga testa appiattita, lungo becco sottile giallastro, dorso bruno a macchie nere e zampe rosse.

## Distribuzione e habitat
Vive in Nuova Zelanda.

## Tassonomia
Ne vengono riconosciute due sottospecie:
- P. p. punctatus Sparrman, 1786, originaria dell'Isola del Nord e di quella del Sud;
- P. p. oliveri Mathews, 1930, diffusa sull'isola Stewart.